# Коста-дель-Соль
Коста-дель-Соль (ісп. Costa del Sol, сонячний берег або сонячне узбережжя) — регіон на півдні Іспанії в автономній спільноті Андалусія, що включає прибережні міста та громади вздовж узбережжя провінції Малага та східної частини району Кампо-де-Гібралтар у провінції Кадісі. Розташований між двома менш відомими прибережними регіонами, Коста-де-ла-Лус і Коста-Тропікаль.
Регіон не має чітко визначених меж, але вважається, що Коста-дель-Соль простягається від муніципалітету Ла-Лінеа-де-ла-Консепсьйон на заході до муніципалітету Нерха на сході, охоплюючи приблизно 150 кілометрів берегової лінії. Термін Коста-дель-Соль був введений на початку 20-го століття Родольфо Лусснігґом для популяризації узбережжя Альмерії. До кінця 1960-х років під Коста-дель-Соль розуміли усе середземноморське узбережжя Східної Андалусії. Назва апелює до теплого клімату та сонячної погоди, які тут спостерігаються більшу частину року. Коста-дель-Соль є одним з найважливіших туристичних районів Іспанії.
Регіон був відносно процвітаючим комерційним і промисловим центром протягом більшої частини 19 століття. Туристичний бум тут почався в 1920-х роках з відкриттям пляжів Баньос-дель-Кармен у Малазі та поля для гольфу в Торремоліносі. У 1950-х роках регіон перетворився на туристичний і сьогодні особливо популярний серед британських, німецьких, скандинавських та французьких туристів. Найбільш населеним містом на Коста-дель-Соль є місто Малага, населення якого наближається до мільйона жителів. У Малазі розташований аеропорт Малага-Коста-дель-Соль, який є третім за завантаженістю аеропортом материкової Іспанії після Барахаса у Мадриді та Ель-Прата у Барселоні).
Через територію регіону проходить автомагістраль А-7, а також старе національне шосе N-340. Також є високошвидкісні потяги, поїзд AVE добирається від Мадрида до залізничної станції Málaga-María Zambrano за 2 години 46 хвилин. 

## Географія

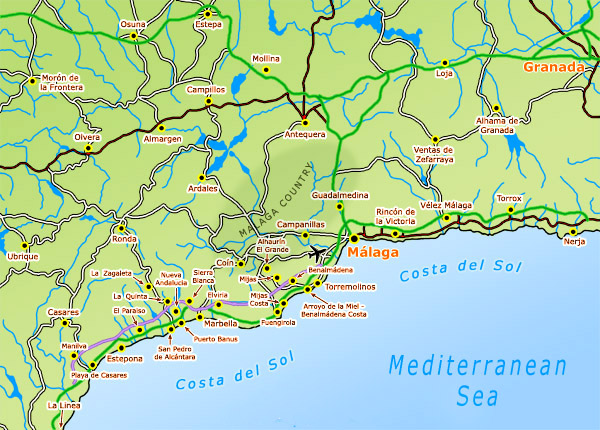
Мапа Коста-дель-Соль

Коста-дель-Соль включає місто Малага, а також міста Торремолінос, Бенальмадена, Фуенхірола, Міхас, Марбелья, Сан-Педро-де-Алькантара, Естепона, Манільва, Касарес, Рінкон-де-ла-Вікторія, Велес-Малага, Нерха, Фріхіліана й Торрокс.

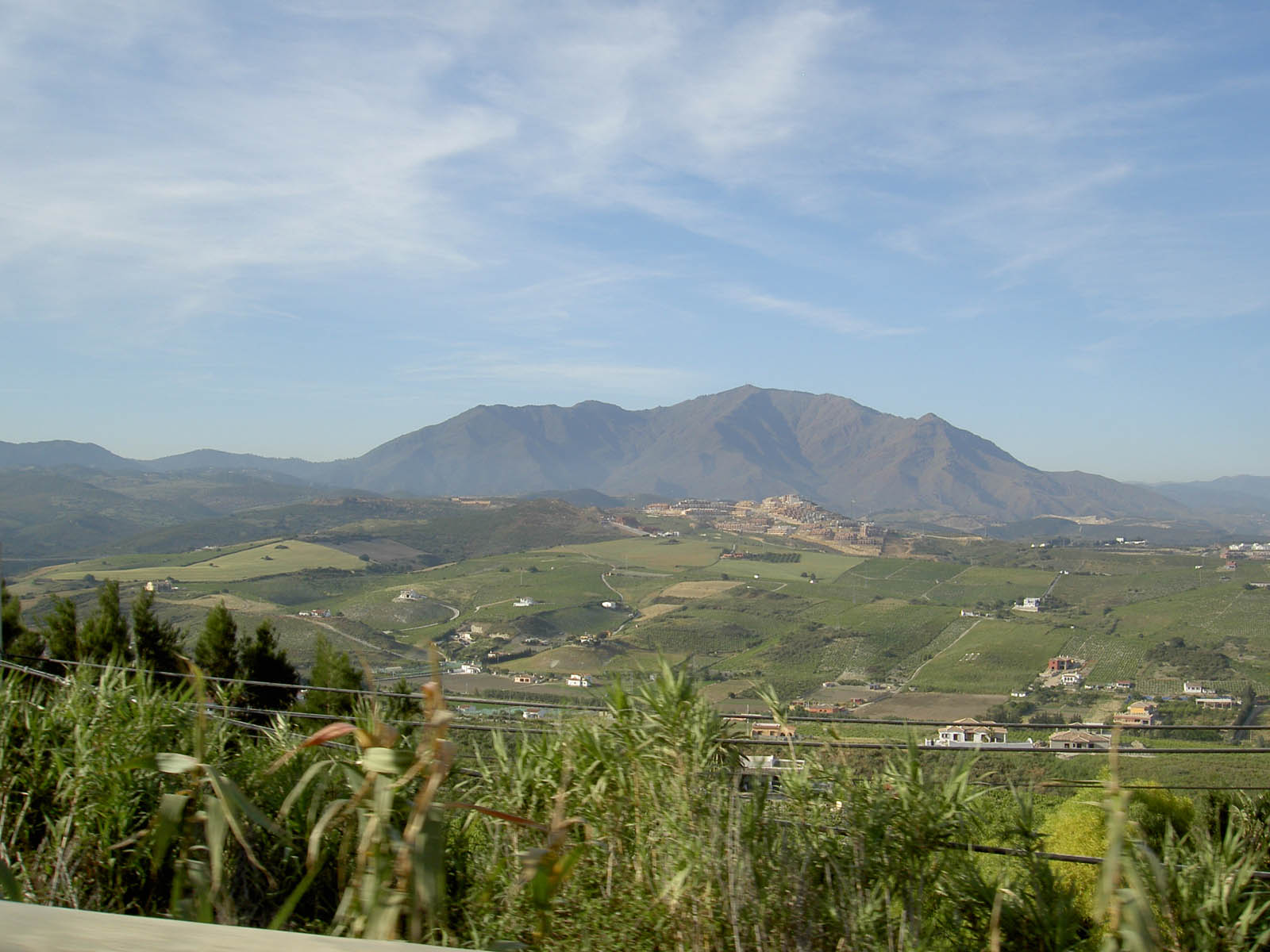
Сьєрра Бермеха

Цей береговий регіон простягається від скель Маро на сході до Пунта Чуллера на заході. Він займає вузьку прибережну смугу, що межує з хребтами Пенібетичної системи, включаючи Сьєрра-де-Міхас, Сьєрра-Альпуджата, Сьєрра-Бланка, Сьєрра-Бермеха, Сьєрра-Кресталліна та Монтес-де-Малага на півночі та Середземним морем на півдні. Узбережжя характеризується різноманітними ландшафтами: пляжі, скелі, лимани, затоки та дюни. Річки тут недвеликі та сезонні, а сільському господарству заважають підвітряні хвилі, що спричиняють хребти Бетіки.

## Історія

### Давня історія

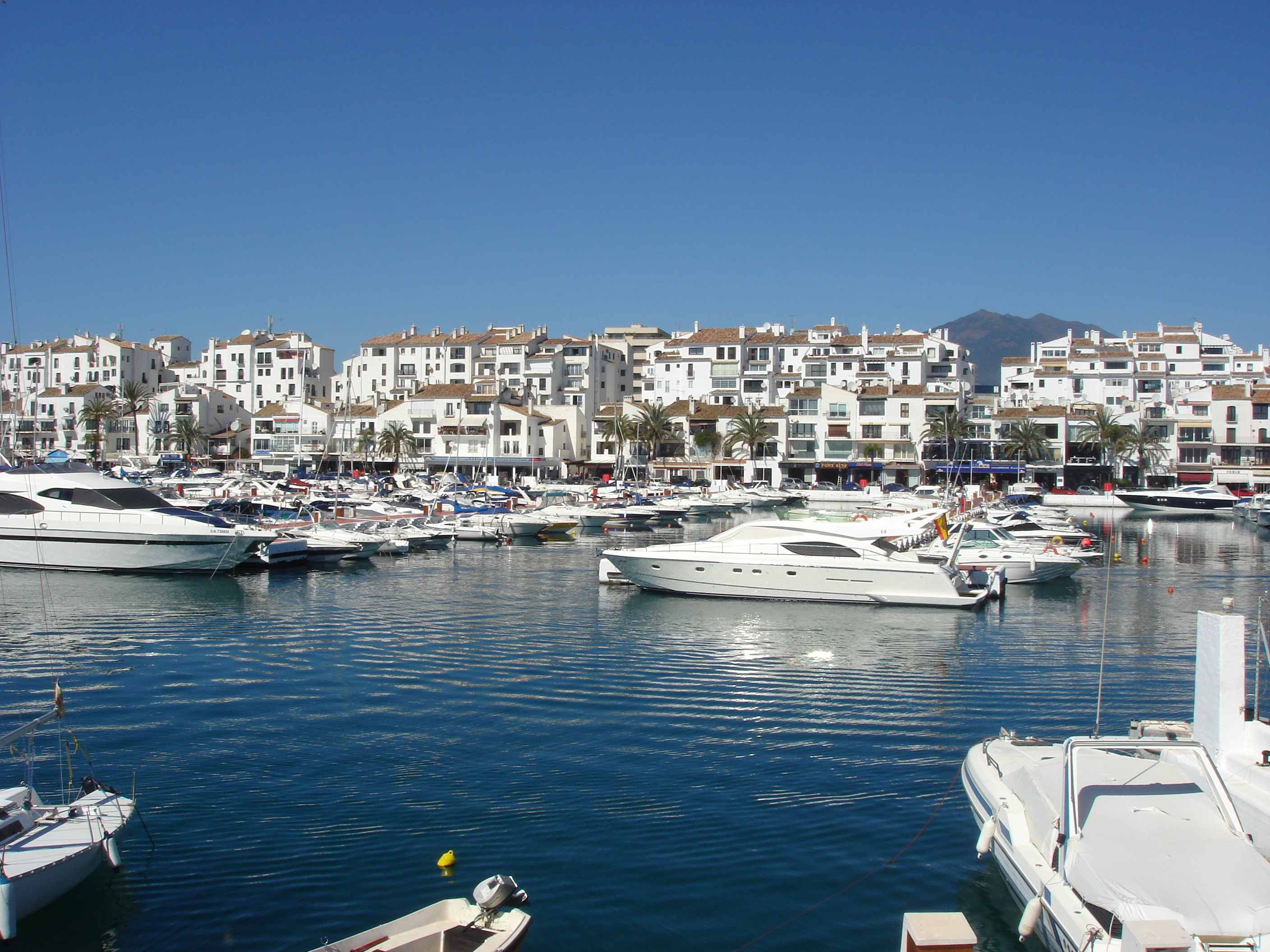
Пуерто Банус, Марбелья

Історія заселення цього узбережжя налічує близько 2800 років. Першими мешканцями, які оселилися тут, могли бути бастули, давнє кельтіберське плем'я. Фінікійці заснували тут свою колонію Малака близько 770 року до нашої ери, а з 6 століття до нашої ери вона перебувала під гегемонією стародавнього Карфагена. З 218 року до нашої ери регіоном керувала Римська республіка, а наприкінці 1-го століття він був об'єднаний з Римською імперією.

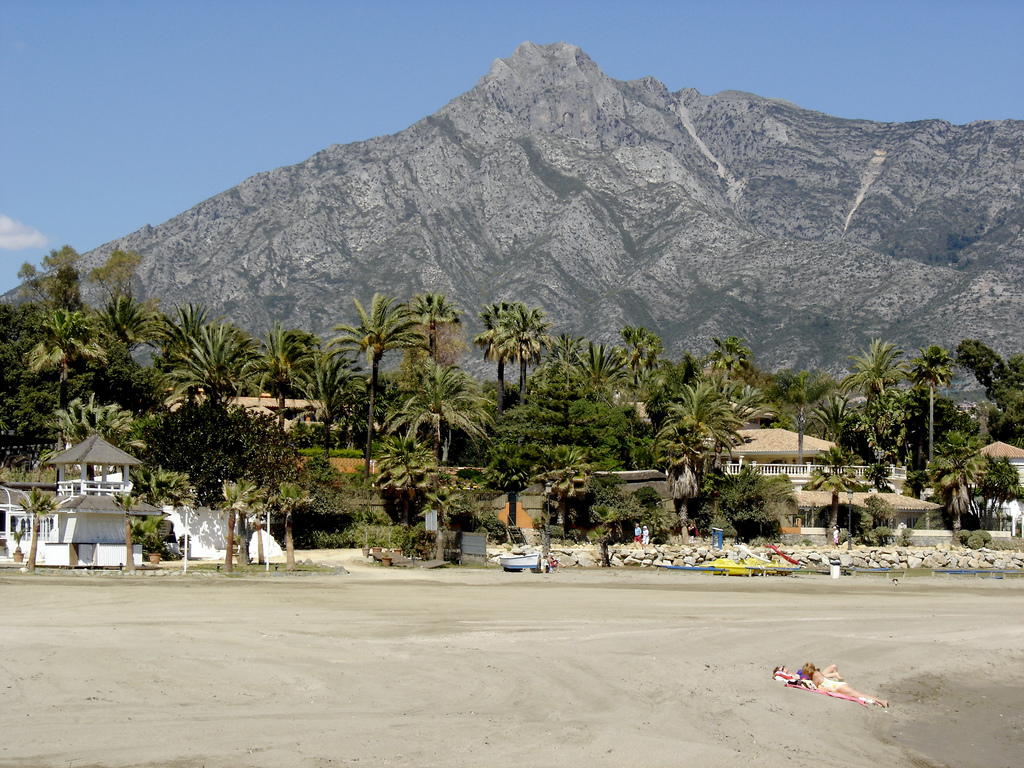
Пляж на узбережжі Коста-дель-Соль, на задньому плані Сьєрра-Бланка

У часи Римської республіки Municipium Malacitanum став транзитним пунктом на Августовій дорозі, що сприяло економічному та культурному розвитку міста, з’єднавши його з іншими розвиненими анклавами у внутрішній частині Іспанії та з іншими портами Середземного моря.
Занепад Риської імперії в 5 столітті призвів до вторгнень германських народів та Візантійської імперії в Бетику. Південне узбережжя Середземного моря було частиною вестготської Іспанії з п’ятого століття до завоювання Іспанії арабами-мусульманами (711–718). Місто, тоді відоме як Малака (مالقة), було оточене оборонними стінами та стало частиною Мусульманської імперії й у 1026 році стало столицею Малазської тайфи, незалежного мусульманського королівства під владою династії Хамудідів у складі Кордовського халіфату, яке було завойоване Гранадським королівством Насридів.
Облога Малаки католицькими монархами в 1487 році була однією з найтриваліших під час Реконкісти. У 16 столітті почався період повільного занепаду, посиленого епідеміями хвороб, неврожаями, а також повенями та землетрусами.
Торгівля, в якій домінували іноземні купці, була основним джерелом багатства в провінції Малага у 18 столітті, а вино та родзинки були основними товарами на експорт. 
Малага, як штаб-квартира Capitanía General de Granada (Генерального капітанства Королівства Гранада), відігравала важливу роль у зовнішній політиці королів Іспанії Бурбонів. Місто забезпечувало армію та оборону Середземномор'я. Втрата Гібралтару британцями в битві при Малазі 1704 року зробила місто ключовим у військовій обороні протоки.
У другій половині 18 століття Малага вирішила свої хронічні проблеми з водопостачанням, завершивши один із найбільших інфраструктурних проектів в Іспанії того часу: будівництво акведука Сан-Тельмо. Селянство та робітничий клас все ще становили переважну більшість населення, але поява орієнтованого на бізнес середнього класу заклала основу для економічного буму у 19-му столітті.

### Розвиток туристичної індустрії
Будучи відносно процвітаючим комерційним і промисловим центром протягом більшої частини 19-го століття, провінція Малага пережила серйозний економічний спад у 1880-х і 1890-х роках. Це призвело до занепаду чавунної промисловості в 1893 році та послабило торгівлю й текстильну промисловість. Криза у сільськогосподарському секторі вплинула на розведення худоби та всіх основних сільськогосподарських культур, особливо на вирощування винограду, який знищувало нашестя філоксери.
Суспільний розлад, спричинений кризою та її наслідками: скорочення робочих місць, крах бізнесу та загальний спад економічної активності, змусив багатьох жителів шукати інші засоби до існування. Навіть у цей час деякі з них вважали туризм альтернативним джерелом доходу, але минули роки, перш ніж були висунуті ініціативи щодо розвитку Малаги як туристичного курорту. Sociedad Propagandística del Clima y Embellecimiento de Málaga (Товариство сприяння клімату та благоустрою Малаги) було засновано в 1897 році групою впливових бізнесменів Малаги, які бачили потенціал туризму як джерела багатства та намагалися організувати раціональний плановий розвиток цього сектора економіки. Їхні рекламні кампанії вихваляли м’який клімат Малаги і приваблювали достатню кількість туристів взимку, щоб дещо полегшити економічний спад.
На початку 20 століття було облаштовано пляж Баньос-дель-Кармен на сході Малаги. У 1928 році в Торремоліносі з'явилося поле для гольфу. За словами краєзнавця Фернандо Алкала, 15 жовтня 1933 року в Марбельї відбулося урочисте відкриття «Готелю Мірамар». Власники, Хосе Лагуно Канас і Марія Зузуаррегі (донька Агустіни Зузуаррегі та Саттона Клонарда) рекламували цей готель і місто Марбелья англійською та французькою мовами, використовуючи вирази «Sunny Coast» і «Côte du Soleil». 
Однак розвиток туризму був перерваний громадянською війною в Іспанії та Другою світовою війною.

### Громадянська війна в Іспанії
Після повстання франкістських сил у липні 1936 року контроль над Андалусією було поділено між республіканськими силами та націоналістами, причому Коста-дель-Соль залишилася в республіканській зоні, а Малага слугувала військово-морською базою іспанського республіканського флоту. Битва за Малагу стала кульмінацією наступу в лютому 1937 року об'єднаних націоналістичних та італійських сил під командуванням генерала Куейпо де Льяно з метою ліквідації контролю республіканців над провінцією Малага. Участь марокканських регулярних військ та італійських танків із недавно прибулого Corpo Truppe Volontarie призвела до повного розгрому іспанської республіканської армії та капітуляції Малаги за менш ніж за тиждень, а саме 8 лютого.
Окупація Малаги змушувала цивільне населення й солдатів тікати й по дорозі до Альмерії вони потрапили під бомбардування з боку авіації Франко, кораблів, танків і артилерії, що призвело до сотень смертей. Цей епізод відомий як «різанина на дорозі Малага-Альмерія».

### 1940-1950-ті роки
До закінчення Другої світової війни Марбелья була невеликим поселенням із лише 900 жителями. Рікардо Соріано, маркіз Іванрейський, переїхав до Марбельї та популяризував її серед своїх багатих і знаменитих друзів. У 1943 році він придбав заміський маєток, розташований між Марбельєю та Сан-Педро під назвою Ель-Родео, а пізніше побудував там курорт під назвою Venta y Albergues El Rodeo, поклавши початок розвитку туризму в Марбельї.
Племінник Соріано, принц Альфонсо Гогенлое-Лангенбурзький, придбав ще один маєток, Фінка Санта-Маргарита, який у 1954 році став клубом Марбелья, міжнародним курортом популярним у кінозірок, бізнесменів і відомих осіб.
У 1950-х роках Торремолінос став популярним місцем відпочинку, і його відвідували такі знаменитості, як Грейс Келлі, Ава Гарднер, Марлон Брандо, Орсон Уеллс, Бріджит Бардо та Френк Сінатра. Готель La Roca був відкритий у 1942 році, а готель Pez Espada – у 1959 році.

### 1960-1970-ті роки
Коста-дель-Соль пережив вибуховий демографічний та економічний розвиток разом з туристичною галуззю між 1959 та 1974 роками. Назва «Costa del Sol» була брендом, створеним спеціально для реклами середземноморського узбережжя провінції Малага іноземним туристам. Історично провінційне населення жило в рибальських селах і в «білих» селах (pueblos blancos) на невеликій відстані в горах, що спускалися до узбережжя. Цю територію переформатували для задоволення потреб міжнародного туризму в 1950-х роках й з тих пір це популярне місце для іноземних туристів.
Іспанське економічне диво живилося за рахунок відтоку населення із села, що сприяло появі нового класу промислових робітників. Економічний бум призвів до збільшення швидкого будівництва на периферії міст Коста-дель-Соль для розміщення нових робітників, які прибувають із сільської місцевості. Деякі міста зберегли свої історичні центри, але більшість із них були змінені часто непродуманою комерційною та житловою забудовою. Така ж доля спіткала довгі ділянки мальовничого узбережжя, коли вибухнув масовий туризм.
Популярність Торремоліноса як туристичного напряму сприяла ефекту доміно, й наприкінці 1960-х і на початку 1970-х років у сусідніх муніципалітетах, таких як Бенальмадена, Фуенхірола та Міхас, також спостерігалося зростання кількості туристів. 1960-ті роки вигляд маленьких рибальських селищ кардинально змінився. В Нерха та Малазі відкрилися готелі і активно рекламувалися. 

### Кінець 1970-х й потому
Перебудова аеропорту Малаги стало тим покращенням інфраструктури, що якнайдужче посприям сприяв масовому туризму на узбережжі. Недорогі чартерні авіарейси та путівки зробили її гравцем галузі й на міжнародному ринку. 
Стрімкий розвиток Коста-дель-Соль і приток пенсіонерів-емігрантів з країн Північної Європи, особливо Великої Британії, збільшився в кінці 1970-х і 1980-х роках. З тих пір у медіа можна зустріти назву Сполучене Королівство «Costa del Crime», тому що британські злочинці уникали правосуддя вдома й переїжджали туди, щоб жити в розкоші. За словами італійського журналіста Роберто Савіано, фахівця з кримінального злочинного світу Неаполя, присутність італійської Каморри на Коста-дель-Соль настільки потужна, що боси Каморри називають її Коста Ностра («Наше узбережжя»). Напружені на той момент відносини між Великою Британією та Іспанією через Гібралтар заважали виробити домовленості про екстрадицію. Це явище стало сюжетом для кількох фільмів та серіалів. 

## Транспорт
З 1998 року порт Малаги реконструювався та розширювався в рамках проекту під назвою «Особливий план Пуерто-де-Малага». 
Вантажоперевезення зросло з 2 261 828 метричних тонн у 2010 році та більш ніж подвоїлися до 5 448 260 тонн у 2011 році.
Круїзне судноплавство стало важливою галуззю в порту та основним джерелом інвестицій у Малазі. У 2012 році 651 517 пасажирів відвідали місто на борту круїзних лайнерів, що заходили в порт, включно з тими, хто почав або закінчив свій круїз у Малазі. 
Чотири порти Марбельї в основному призначені для відпочинкових суден; хоча і Пуерто-Банус, і Пуерто-де-ла-Бахаділья мають дозвіл на причалювання круїзних суден, жоден з них не здійснює регулярних рейсів до інших портів. У порту Бахаділла базується гільдія рибалок Марбельї та використовується для транспортування вантажів.
На високошвидкісній залізнічній лінії AVE (Alta Velocidad Española, AVE) у 2007 році було відкрито лінію Кордова-Малага завдовжки 155 км. 

## Галерея зображень

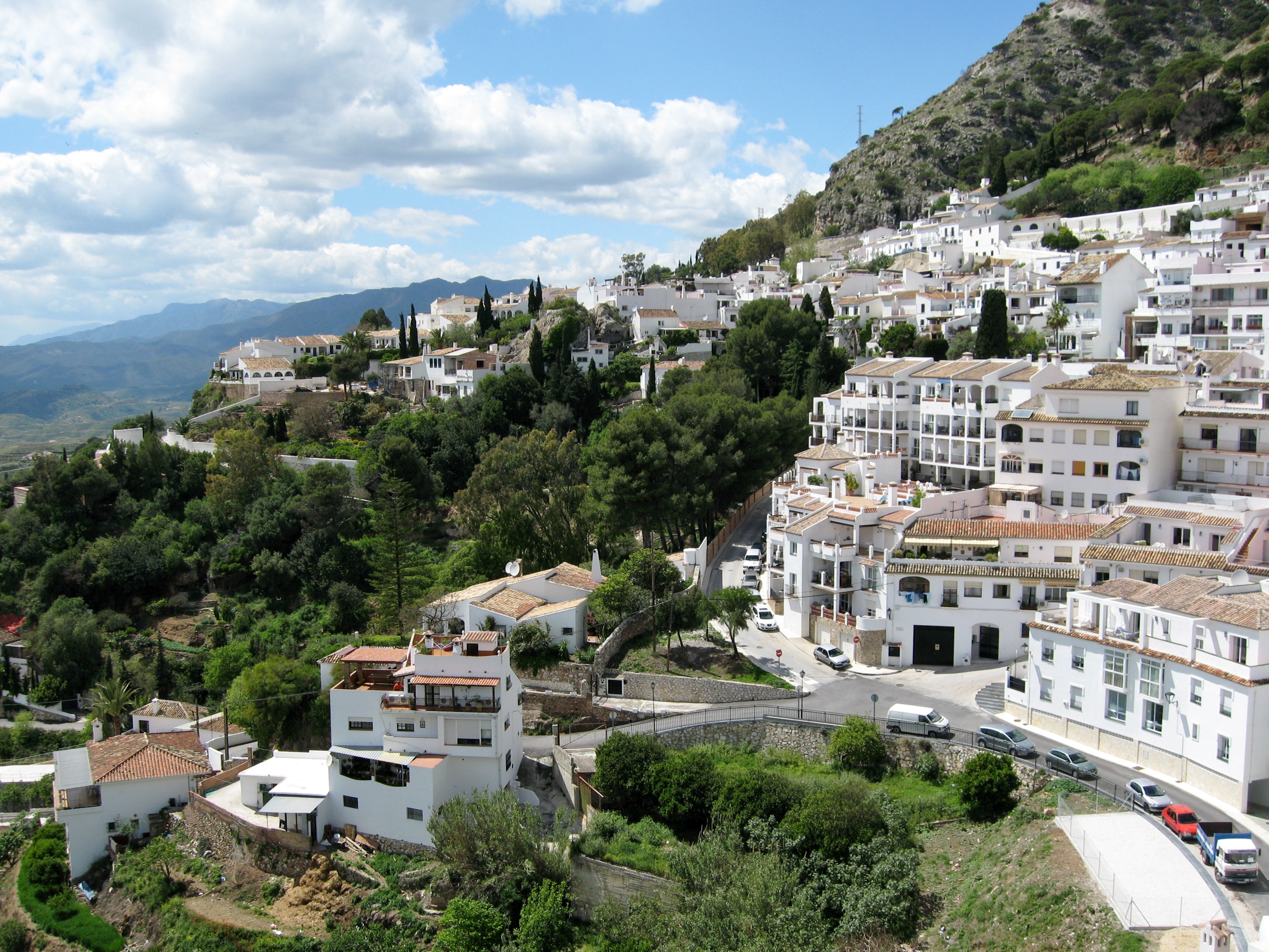
Міхас
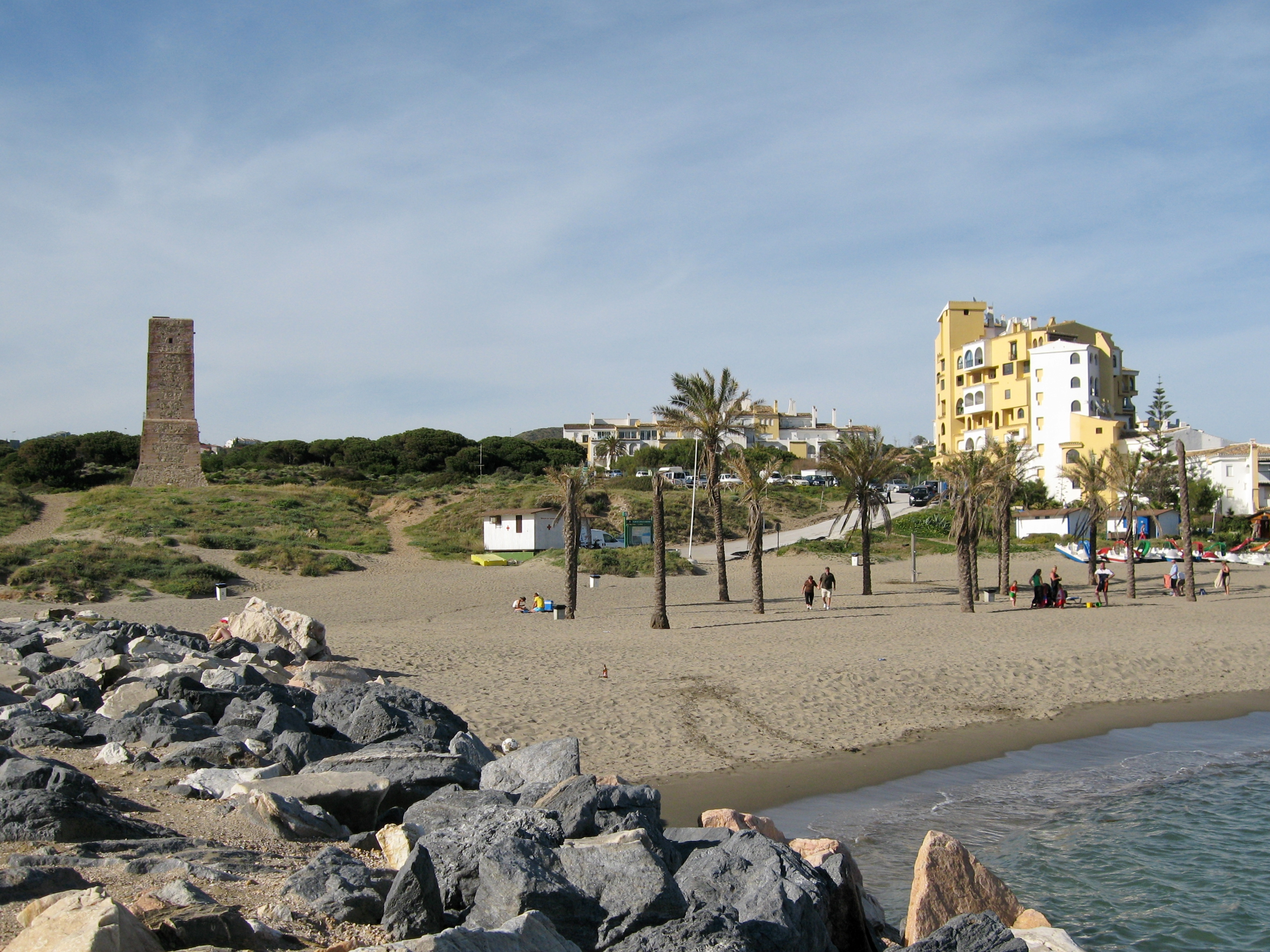
Пляж Марбельї
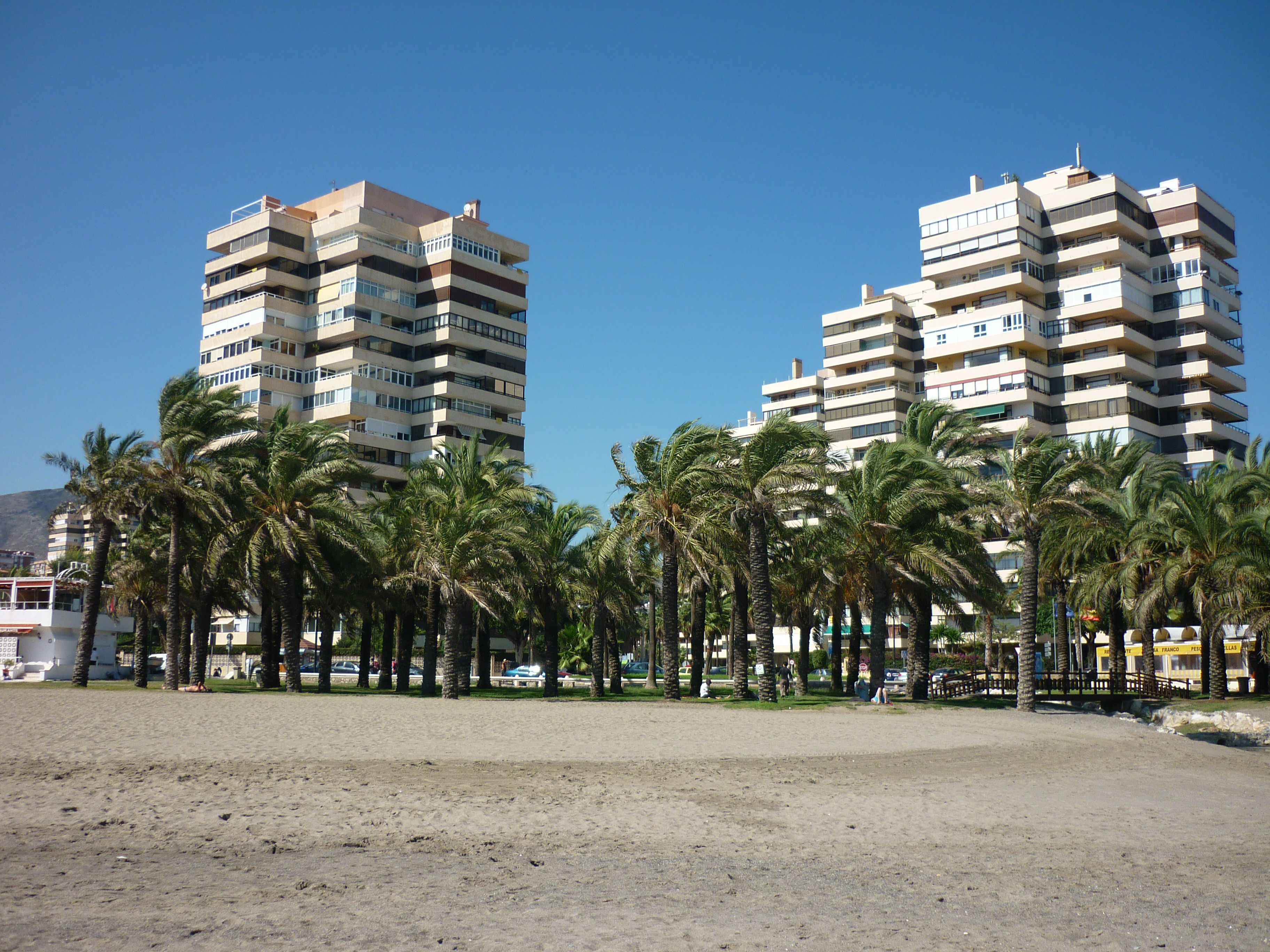
Забудова Торемоліноса
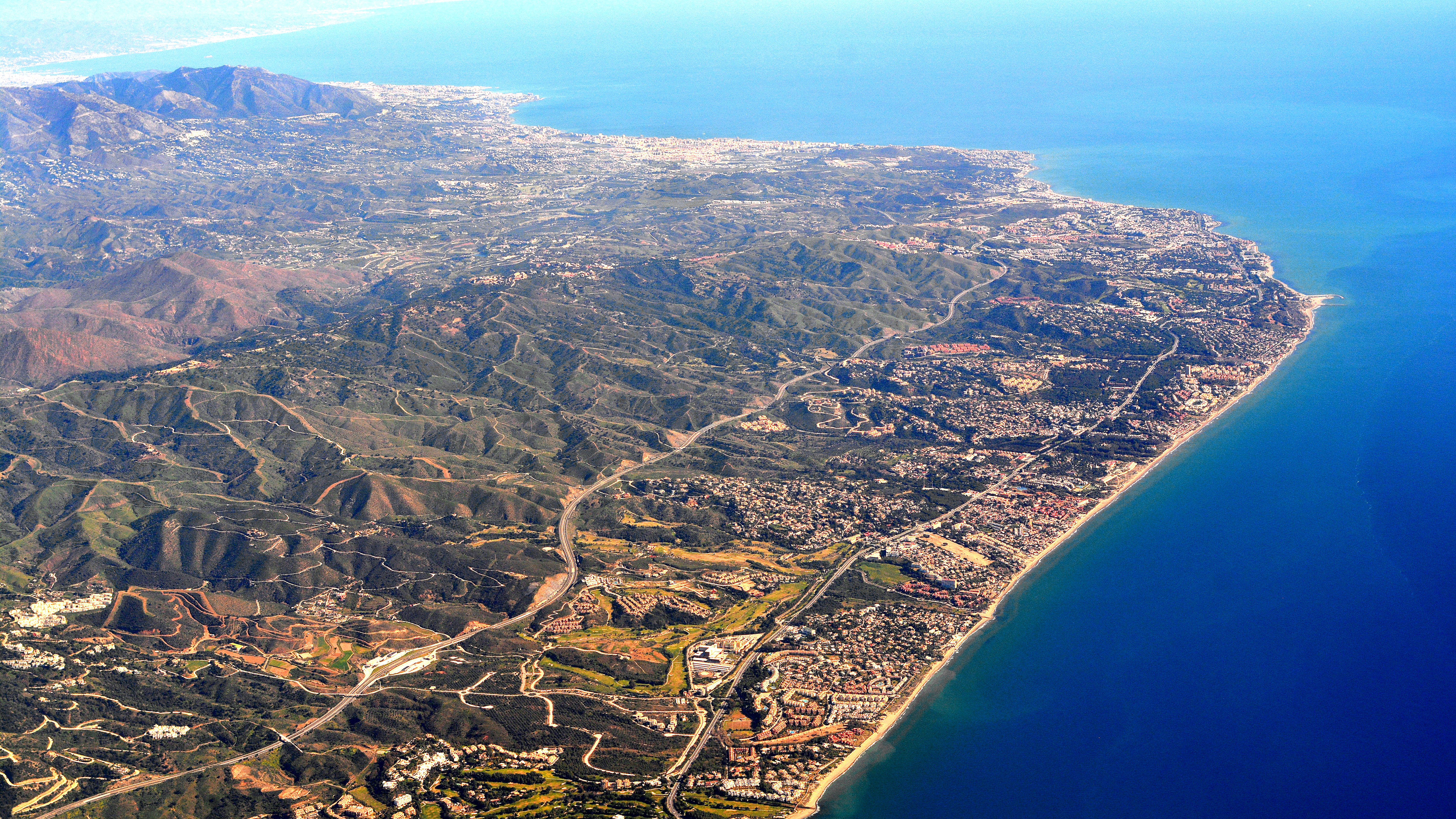
Вид на Марбелью
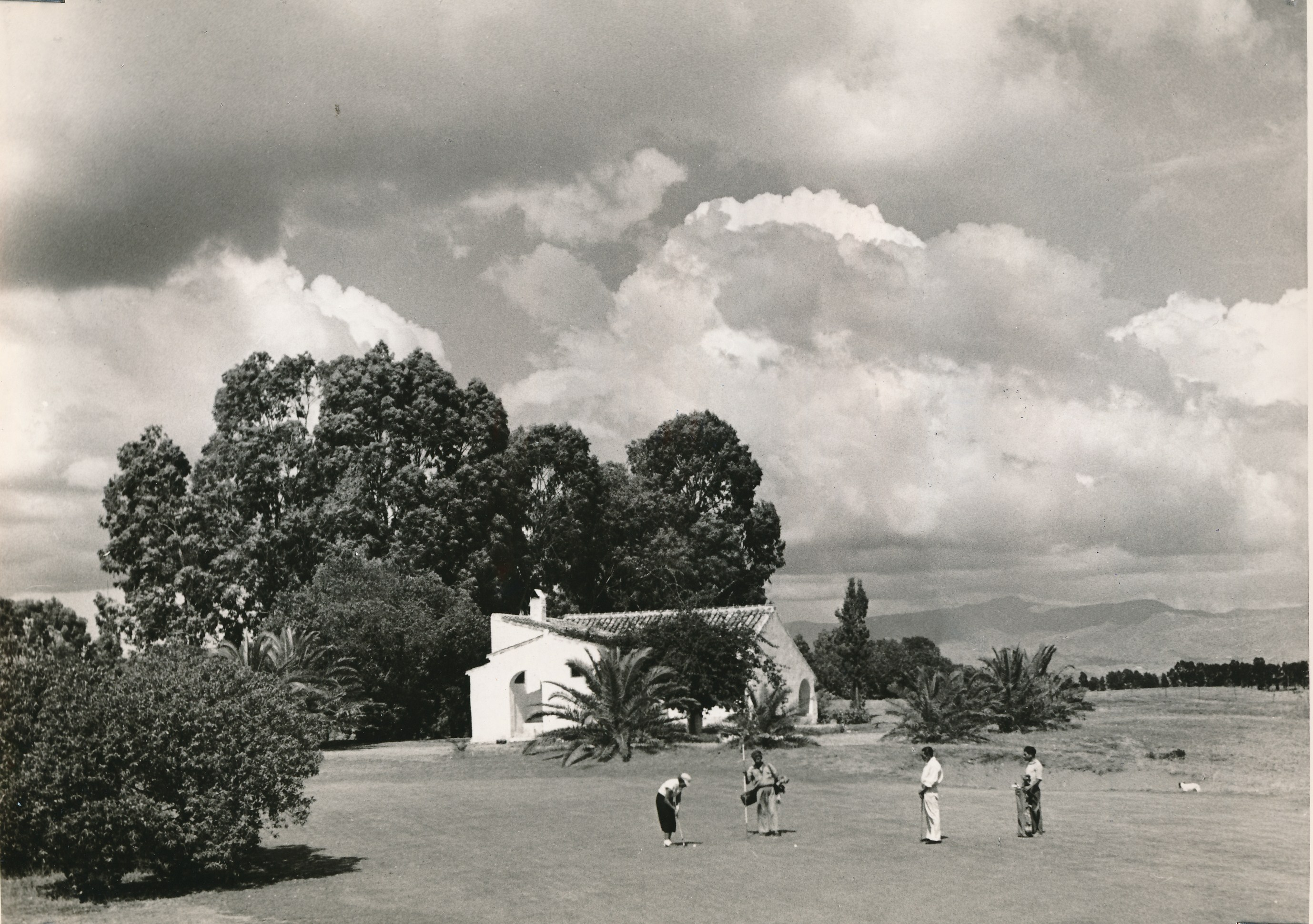
Гольф в Торремоліносі